# Cecile av Frankrike
Cecile av Frankrike, född 1097, död 1145, var grevinna av Tripolis 1112–1137, som gift med greve Pons av Tripoli. 
Hon var dotter till Filip I av Frankrike och Bertrade de Montfort. Hennes föräldrars äktenskap ogiltigförklarades 1104. 
Hon gifte sig 1106 med Tankred, ställföreträdande regent i Antiokia. Hon blev änka 1112 och gifte om sig med Pons av Tripoli samma år. 